# كين إيمرسون
كين إيمرسون (بالإنجليزية: ken Emerson)‏ هو فنان قصص مصورة ورسام كارتون أسترالي، ولد في 9 يوليو 1927، وتوفي في 12 فبراير 2010.